# Bahnstrecke Burlington–Cambridge Junction
| Gesellschaft: | zuletzt CV           |                                     |                                     |
| Streckenlänge: | 57,6 km              |                                     |                                     |
| Spurweite: | 1435 mm (Normalspur) |                                     |                                     |
| |                      |                                     |                                     |
| \| \| \| \| \| \| \| \| von Windsor \| \| \| \| 0,0 \| Burlington VT Union Station \| Burlington VT Union Station \| \| \| \| nach Bellows Falls \| \| \| \| \| Industrieanschluss \| \| \| \| 1,5 \| Burlington VT Dorset Street \| Burlington VT Dorset Street \| \| \| \| Winooski River \| \| \| \| \| Strecke Windsor–Burlington \| \| \| \| \| Verbindungskurve von Burlington \| \| \| \| \| Strecke Essex Junction–Rouses Point \| \| \| \| 15,9 \| Essex Junction VT \| Essex Junction VT \| \| \| ? \| Butler´s Corners VT \| Butler´s Corners VT \| \| \| 21,6 \| Essex Center VT \| Essex Center VT \| \| \| \| Alder Brook \| \| \| \| \| Lee River \| \| \| \| 27,7 \| Jericho VT \| Jericho VT \| \| \| ? \| Riverside VT (früher Dixon) \| Riverside VT (früher Dixon) \| \| \| \| Brown River \| \| \| \| 34,3 \| Underhill VT \| Underhill VT \| \| \| ? \| North Underhill VT \| North Underhill VT \| \| \| 43,8 \| Cloverdale VT \| Cloverdale VT \| \| \| 51,7 \| Cambridge VT \| Cambridge VT \| \| \| 56,2 \| Jeffersonville VT \| Jeffersonville VT \| \| \| \| \| \| \| \| \| von Maquam \| \| \| \| 57,6 \| Cambridge Junction VT \| Cambridge Junction VT \| \| \| \| nach Lunenburg \| \| |                      |                                     |                                     |
| |                      |                                     |                                     |
| Strecke |                      | von Windsor                         | von Windsor                         |
| Dienststation / Betriebs- oder Güterbahnhof | 0,0                  | Burlington VT Union Station         | Burlington VT Union Station         |
| Abzweig geradeaus und nach rechts |                      | nach Bellows Falls                  | nach Bellows Falls                  |
| Abzweig ehemals geradeaus und nach rechts |                      | Industrieanschluss                  | Industrieanschluss                  |
| Dienststation / Betriebs- oder Güterbahnhof (Strecke außer Betrieb) | 1,5                  | Burlington VT Dorset Street         | Burlington VT Dorset Street         |
| Brücke über Wasserlauf (Strecke außer Betrieb) |                      | Winooski River                      | Winooski River                      |
| Kreuzung (Strecke geradeaus außer Betrieb) |                      | Strecke Windsor–Burlington          | Strecke Windsor–Burlington          |
| Abzweig geradeaus und von links (Strecke außer Betrieb) |                      | Verbindungskurve von Burlington     | Verbindungskurve von Burlington     |
| Kreuzung (Strecke geradeaus außer Betrieb) |                      | Strecke Essex Junction–Rouses Point | Strecke Essex Junction–Rouses Point |
| Bahnhof (Strecke außer Betrieb) | 15,9                 | Essex Junction VT                   | Essex Junction VT                   |
| Haltepunkt / Haltestelle (Strecke außer Betrieb) | ?                    | Butler´s Corners VT                 | Butler´s Corners VT                 |
| Bahnhof (Strecke außer Betrieb) | 21,6                 | Essex Center VT                     | Essex Center VT                     |
| Brücke über Wasserlauf (Strecke außer Betrieb) |                      | Alder Brook                         | Alder Brook                         |
| Brücke über Wasserlauf (Strecke außer Betrieb) |                      | Lee River                           | Lee River                           |
| Bahnhof (Strecke außer Betrieb) | 27,7                 | Jericho VT                          | Jericho VT                          |
| Haltepunkt / Haltestelle (Strecke außer Betrieb) | ?                    | Riverside VT (früher Dixon)         | Riverside VT (früher Dixon)         |
| Brücke über Wasserlauf (Strecke außer Betrieb) |                      | Brown River                         | Brown River                         |
| Bahnhof (Strecke außer Betrieb) | 34,3                 | Underhill VT                        | Underhill VT                        |
| Haltepunkt / Haltestelle (Strecke außer Betrieb) | ?                    | North Underhill VT                  | North Underhill VT                  |
| Bahnhof (Strecke außer Betrieb) | 43,8                 | Cloverdale VT                       | Cloverdale VT                       |
| Bahnhof (Strecke außer Betrieb) | 51,7                 | Cambridge VT                        | Cambridge VT                        |
| Bahnhof (Strecke außer Betrieb) | 56,2                 | Jeffersonville VT                   | Jeffersonville VT                   |
| Brücke über Wasserlauf (Strecke außer Betrieb) |                      |                                     |                                     |
| Abzweig geradeaus und von links (Strecke außer Betrieb) |                      | von Maquam                          | von Maquam                          |
| Bahnhof (Strecke außer Betrieb) | 57,6                 | Cambridge Junction VT               | Cambridge Junction VT               |
| Strecke (außer Betrieb) |                      | nach Lunenburg                      | nach Lunenburg                      |

Die Bahnstrecke Burlington–Cambridge Junction war eine Eisenbahnstrecke in Vermont (Vereinigte Staaten). Sie ist 57,6 Kilometer lang und verbindet die Städte Burlington, Essex, Jericho, Cambridge und Jeffersonville. Die Strecke ist stillgelegt und die Gleise sind abgebaut.

## Geschichte
Die 1875 gegründete Burlington and Lamoille Railroad beabsichtigte, die in Planung bzw. Bau befindliche Bahnstrecke Lunenburg–Maquam mit der Stadt Burlington zu verbinden. Obwohl das zu durchfahrende Gebiet sehr dünn besiedelt ist, stand genügend Geld für den Bau zur Verfügung, sodass der Bau am 24. Mai 1875 begann. Am 30. Juni 1877 konnte die Strecke eröffnet werden. Zwei Tage später wurde der reguläre Betrieb aufgenommen. Ab dem 1. Juni 1880 wurde der Abschnitt von Burlington nach Essex Junction nur noch unregelmäßig im Güterverkehr befahren und die regulären Züge benutzten die CV-Strecke über Winooski.
Am 1. Mai 1889 pachtete die Central Vermont Railroad (CV) die Strecke und legte kurz darauf den Abschnitt der Strecke vom Güterbahnhof Dorset Street in Burlington bis Essex Junction still. Der kurze Abschnitt zur Dorset Street wurde einige Jahre später auch stillgelegt. 1898 erwarb die CV die Strecke schließlich.
Der Verkehr auf der Strecke war stets spärlich. Am 16. Juni 1938 wurde der Gesamtverkehr eingestellt und die Strecke stillgelegt, lediglich zwischen Cambridge Junction und Jeffersonville fuhren noch einige Zeit Güterzüge zur Anbindung einer Fabrik.

## Streckenbeschreibung
Die Strecke beginnt südlich der Burlington Union Station, wo sie aus der Bahnstrecke Bellows Falls–Burlington abzweigt. Einige Meter Gleis liegen noch und dienen dem Anschluss eines Industriebetriebs. Im weiteren Verlauf ist die auf diesem Abschnitt 1889 stillgelegte Strecke inzwischen vollständig überbaut worden. Die Trasse quert kurz vor Essex Junction den Winooski River, aber auch in diesem Bereich sind von der Bahnstrecke kaum noch Überreste zu finden. Bis 1889 durchquerte die Bahnstrecke das Gleisdreieck Essex Junction. Danach wurde eine Verbindungsweiche zur CV-Hauptstrecke genutzt und die Strecke bis Burlington wurde abgebaut.
Die Bahntrasse ist ab Essex Junction größtenteils erhalten geblieben. Sie führt zunächst ostwärts durch Essex Center und Underhill, um dann nach Norden durch weitgehend unbesiedeltes Waldland weiterzugehen. Nach einigen Kilometern ist dann Cambridge am Lamoille River erreicht. Südlich von Cambridge und innerhalb des Ortes, sowie auch im Stadtgebiet von Jeffersonville verläuft heute die Staatsstraße 15 auf der ehemaligen Bahntrasse. In Cambridge biegt die Strecke wieder nach Osten ab und verläuft parallel zum Lamoille River. Hinter Jeffersonville mündet die Strecke in die ebenfalls stillgelegte Bahnstrecke Lunenburg–Maquam ein.

## Unfälle
Der einzige tödliche Unfall auf der Strecke ereignete sich am 9. März 1902. Nach heftigem Regen war ein Teil des Bahndamms bei Cloverdale unterspült und brach unter einem Zug ein. Ein kleiner Junge kam dabei ums Leben. Am 25. März 1904 entgleiste Personenzug Nr. 12 in einer Kurve etwa zwei Kilometer westlich von Cambridge. Die Wagen stürzten eine Böschung hinunter, wobei zwölf Personen leicht verletzt wurden.
Am 5. März 1905 brannte der Lokschuppen in Cambridge Junction ab, sein Nachfolgebau erlitt sieben Jahre später das gleiche Schicksal. Das Bahnhofsgebäude von Cambridge Junction stand am 26. Januar 1922 in Flammen.